# Hsziameni metró
A Hsziameni metró (egyszerűsített kínai írással: 厦门地铁, hagyományos kínai írással: 廈門地鐵, pinjin: Xiàmén Dìtiě) Kínában található Hsziamen városban és vonzáskörzetében. A metróhálózat hossza 2024 áprilisában 98,7 km, a metróvonalak száma 3 és az állomások száma 70 volt. Az első vonal 2017. december 31. napján nyílt meg.

## Forgalom
Az utasforgalom az elmúlt években az alábbi módon változott:
| 2019 | 58 030 000 |